# ستبرنوک بزرگ
ستبرنوک بزرگ (نام علمی: Crotophaga major) نام یک گونه از سرده ستبرنوک است.